# 尤伦斯当代艺术中心
UCCA尤伦斯当代艺术中心是在北京市朝阳区大山子地区的798艺术区中的一个艺术中心。自从2007年11月开业以来艺术中心举办了多场文化艺术类的项目与讲座。吸引超过400万的游客关注。

## 布局
艺术中心共有四个展厅，装饰中大量的使用了工业建筑元素。其中大展厅主要针对大型的巡回型展览，中展厅则面对知名艺术家。而两个小展厅分别取名为白立方、黑盒子，主要用于推荐青年艺术家。
在艺术中心中还开设有一家艺术商店和多功能餐厅，其收入主要用于艺术中心的日常运营。

## 争议不断
尤纳斯当代艺术中心自2007年正式营业以来，三年来一直争议不断：
2007年外滩画报在专访艺术中心创始人尤伦斯男爵时，尤伦斯男爵就其经营模式曾做了简单描述：以周边附加性产品获得利润来维持艺术中心的收支平衡。而周边附加性产品主要包括：餐厅、咖啡厅和商店等直接经济来源；出租场地、展厅等额外收入。
2008年上半年，艺术中心多位高层管理人员离任。同时被披露艺术中心计划在两年内每年收入要求达到600万欧元。此次行为遭到业界很多人的质疑。
2009年年初，尤伦斯男爵出售数幅藏品，售价过亿元人民币。随后传出艺术中心将被收购的传闻，但被艺术中心否认。11月，艺术中心高调宣布参加迈阿密亚洲艺术博览会。

## 出售
2016年6月30日，尤伦斯男爵发布声明，介于自己80岁高龄，希望将尤伦斯当代艺术中心出售，托付给新的赞助者。
2017年，艺术中心公布已由一组包括Future Edutainment公司、江南春先生和其他相关集团在内的UCCA长期赞助者所承接。他们将接管UCCA的母公司即UCCA集团的所有权与控制权。同时，艺术中心也公布将进行重组，注册为非赢利组织以便吸引更多个人赞助与基金会支持。